# Вільне (Самарівський район)
Ві́льне — село в Україні, у Губиниській селищній громаді Самарівського району Дніпропетровської області. Населення — 1994 особи (за переписом 2001 року).

## Географія

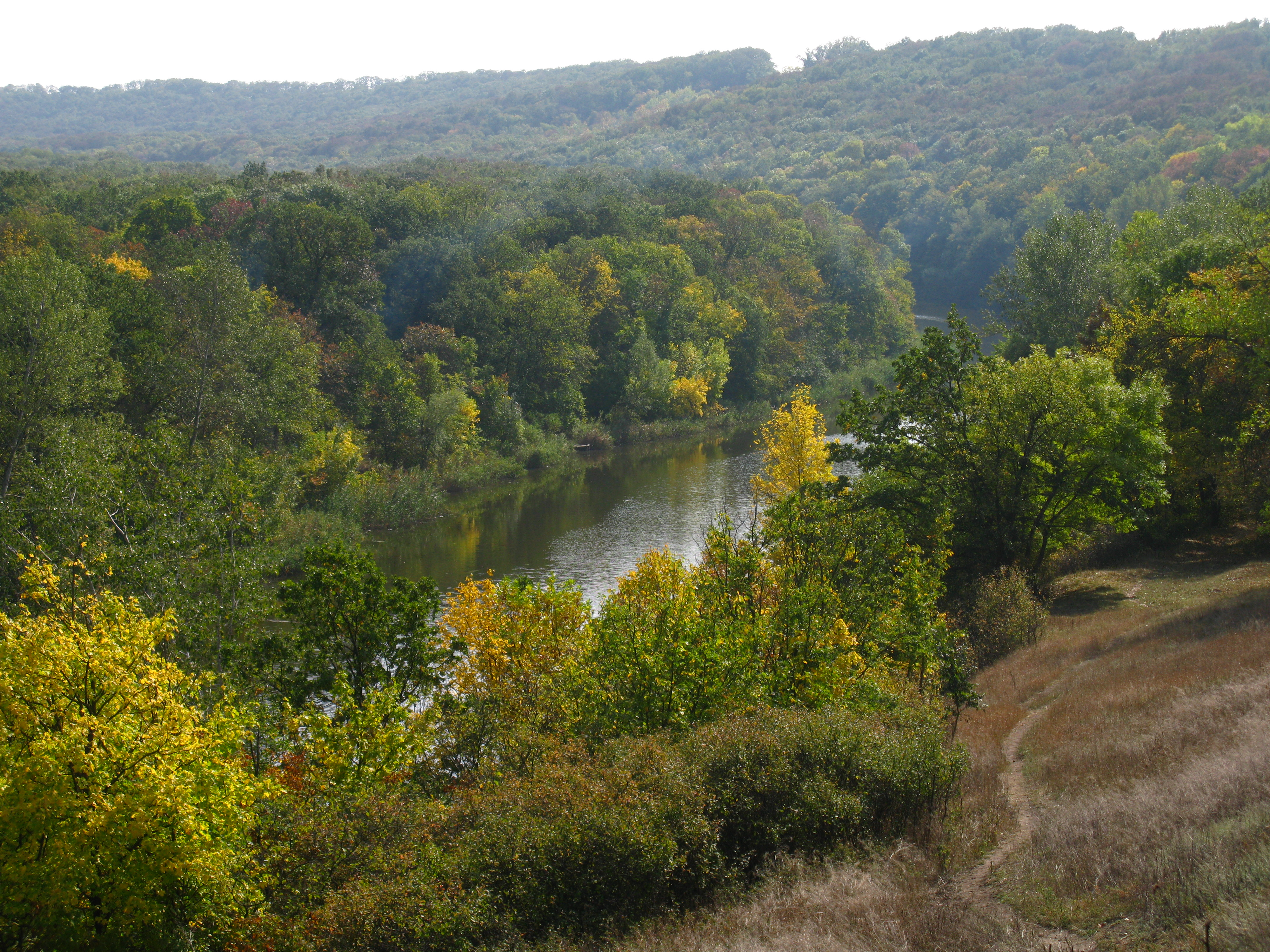
Присамарські діброви

Село Вільне розташоване на правому березі річки Самара, при впадінні у неї річки Вільнянка. Вище за течією річки Самара на відстані 4,5 км розташоване село Івано-Михайлівка, нижче за течією на відстані 4 км розташоване село Хащеве, на протилежному березі — селище Зарічне. Через село пролягає автошлях міжнародного значення М18E105 та залізниця, на якій знаходиться пасажирський зупинний пункт Вільне (за 2 км).
Уздовж річки Самари зберігся великий лісовий масив із заплавних і пристінних дібров, а також природних соснових борів на південній межі ареалу сосни звичайної — так званий Самарівський ліс.

## Історія

### Вільний Брід
Біля села існувало давнє поселення Вільний Брід, що сягає часів бродників.

### Новосергіївська фортеця (1689—1790-ті)
Тут біля Вільного Броду і урочища Сорок байраків, 1689 року під час Кримського походу за наказом князя Василя Голіцина, на наступний рік після побудови Богородицької фортеці у Самарі, побудована Новосергіївська фортеця по проекту Вільяма фон Залена, іноземного інженер-полковника на службі Московського уряду. У фортеці був гарнізон у 500 осіб. Її залишки збереглися і донині. На початку квітня 1690 року сюди прийшла чума, що тривала все літо, від якої вимерло все населення фортеці. 1711 року хан Девлет Гірей з ордою осадив Новосергіївську і Богородицьку фортеці. Новосергіївці здалися і видали хану російський гарнізон. За Прутською угодою 1711 і Константинопольською угодою 1712 років Петро І зобов'язався зрівняти з землею фортеці регіону. У 1730-их роках київський генерал-губернатор граф фон Вейсбах поновив фортеці, що послугували базою для війни з Кримом у 1735-39 роках. У середині 1790-ті років з фортеці був виведений гарнізон.

### Село Вільне
Село Вільне засноване у 1776 році.
1886 року тут мешкало 1466 осіб, було 283 дворів, волосне правління, 1 православна церква, 2 магазини, 2 ярмарки, базар на свята, винна фабрика, паровий млин. Слобода Вільне була центром Вільнянської волості.
Приблизна чисельність населення на 1989 рік — 3100 осіб. У 1990-х роках населення села зменшилося за зменшенням чисельності військової частини у лівобережному Гвардійському (нині — Зарічне).
12 червня 2020 року, відповідно до розпорядження Кабінету Міністрів України № 709-р «Про визначення адміністративних центрів та затвердження територій територіальних громад Дніпропетровської області», Вільненська сільська рада увійшла до складу Губиниської селищної громади.

## Населення

### Мова
Розподіл населення за рідною мовою за даними перепису 2001 року:
| Мова       | Кількість | Відсоток |
| ---------- | --------- | -------- |
| українська | 1684      | 84,45 %  |
| російська  | 292       | 14,64 %  |
| вірменська | 7         | 0,35 %   |
| румунська  | 1         | 0,56 %   |
| Всього:    | 1994      | 100 %    |

## Економіка
- ПП «ДПК Скіфія».
- «Вільне 2002», агрофірма, ТОВ.

## Об'єкти соціальної сфери
- Школа.
- Дитячий садочок.
- Лікарня.

## Археологія
На території села Вільне розкопано курганне поховання скіфського знатного воїна (IV ст до н. е.) зі зброєю і прикрасами із золота.

## Пам'ятки
- Неподалік розташована ботанічна пам'ятка природи місцевого значення Вікові дуби, також між селом Вільне та селищем Зарічне розташована ботанічна пам'ятка природи місцевого значення Вільнянські вікові дуби.
- Свято-Духівський храм.

## Постаті
У Вільному поховані
- Беспалий Роман Володимирович (1981—2019) — старший сержант Збройних сил України, учасник російсько-української війни.
- Делюкін Юрій Петрович (1994—2017) — солдат Збройних сил України, десантник, учасник російсько-української війни.
- Купріков Олексій Миколайович (1971—2020) — солдат Збройних сил України, учасник російсько-української війни.
- Токаренко Ігор Олександрович (1995—2014) — солдат Збройних сил України, учасник російсько-української війни.

## Галерея

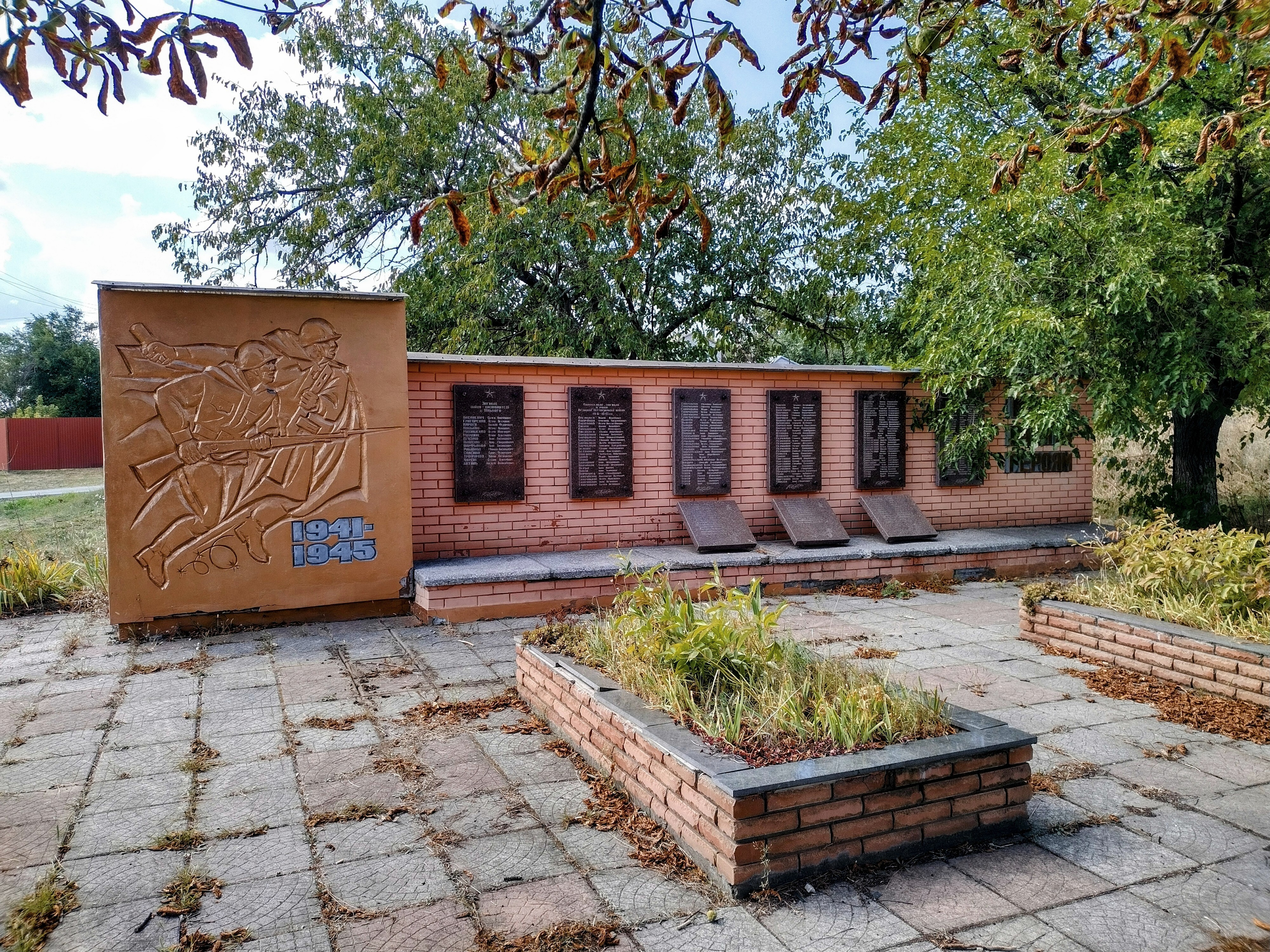
Військовий меморіал
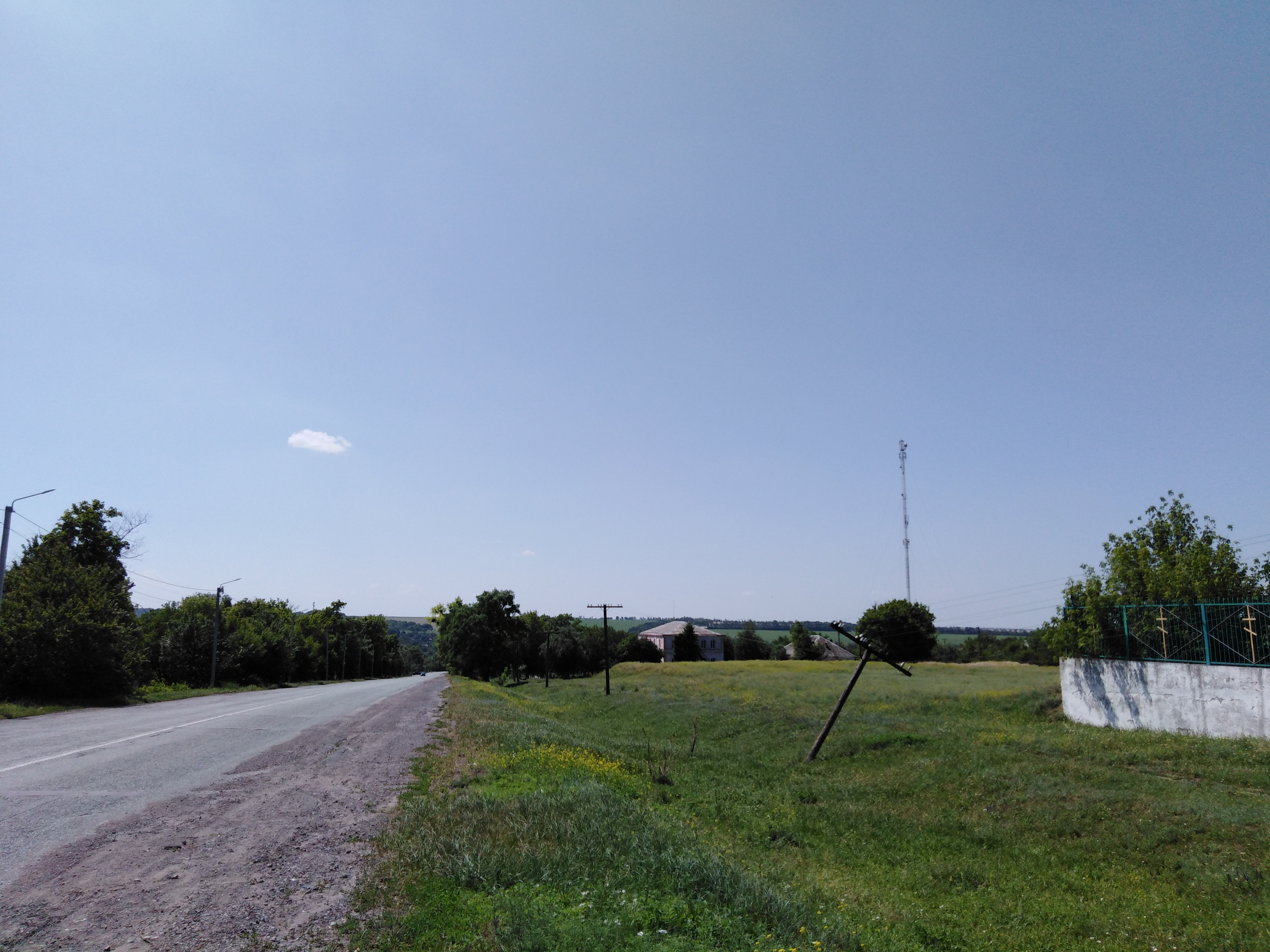
Краєвид на автомагістраль М18E105